# Inna Čerňaková
Inna Mykolajivna Čerňaková (* 26. března 1988 Záporoží) je ukrajinská zápasnice – judistka a sambistka. Kvůli své oční vadě soutěží od roku 2014 s hendikepovanými sportovci. Je olympijskou vítězkou v judu z paralympijských her v Riu v roce 2016.

## Sportovní kariéra
S judem/sambem začínala ve 12 letech v rodném Záporoží. Judu se věnuje i její sestra dvojče Maryna. V ukrajinské ženské judistické reprezentaci se pohybuje od roku 2008 v superlehké váze do 48 kg. V roce 2012 se na olympijské hry v Londýně nekvalifikovala.
V roce 2014 přestoupila kvůli své oční vadě mezi podobně hendikepované sportovce. V roce 2016 získala na paralympijských hrách v Riu zlatou olympijskou medaili.

## Výsledky
| Olympijské hry     | —  |   |   |   | — |   |     |     | — |     |  |  |  |  |  |  |  |  |  |  |  |  |  |  |  |  |  |
| Mistrovství světa  |    | — |   | — |   | — | —   | —   |   | úč. |  |  |  |  |  |  |  |  |  |  |  |  |  |  |  |  |  |
| Mistrovství Evropy | —  | — | — | — | — | — | —   | úč. | — | —   |  |  |  |  |  |  |  |  |  |  |  |  |  |  |  |  |  |
| ME do 23 let       | —  | — | — | — | — | — | úč. |     |   |     |  |  |  |  |  |  |  |  |  |  |  |  |  |  |  |  |  |
| MS juniorů         | —  |   | — |   |   |   |     |     |   |     |  |  |  |  |  |  |  |  |  |  |  |  |  |  |  |  |  |
| ME juniorů         | —  | — | — | — |   |   |     |     |   |     |  |  |  |  |  |  |  |  |  |  |  |  |  |  |  |  |  |
| ME dorostenců      | 2. |   |   |   |   |   |     |     |   |     |  |  |  |  |  |  |  |  |  |  |  |  |  |  |  |  |  |